# Гозефельд
Гозефельд (нем. Goosefeld) — община в Германии, в земле Шлезвиг-Гольштейн. 
Входит в состав района Рендсбург-Экернфёрде. Подчиняется управлению Виндеби.  Население составляет 773 человека (на 31 декабря 2010 года). Занимает площадь 9,81 км².